# Медвянчик
Медвя́нчик (Melipotes) — рід горобцеподібних птахів родини медолюбових (Meliphagidae). Представники цього роду є ендеміками Нової Гвінеї.

## Опис
Медвянчики досягають довжини 21,5–30 см і ваги 42–65. Їхнє забарвлення переважно темне, а на обличчі пляма яскравої, жовтої, оранжевої або червонуватої голої шкіри.

## Види
Виділяють чотири види:
- Медвянчик західний (Melipotes gymnops)
- Медвянчик бурий (Melipotes fumigatus)
- Медвянчик фойський (Melipotes carolae)
- Медвянчик великий (Melipotes ater)

## Етимологія
Наукова назва роду Melipotes походить від сполучення слів дав.-гр. μελι — мед і ποτης — той, хто п'є.